# American Broadcasting Company
Die American Broadcasting Company (ABC) ist ein Fernseh- und Hörfunk-Network in den Vereinigten Staaten und gehört heute zur Walt Disney Company. Der Hauptsitz befindet sich in New York City.
Das Unternehmen entstand 1943 aus der Zerschlagung der National Broadcasting Company (NBC) und trägt seit 1945 den Namen ABC. Der Sender begann 1948 mit der Ausstrahlung seines Programms. 1985 wurde ABC unter wesentlicher Beteiligung von Warren Buffett vom erheblich kleineren Medienunternehmen Capital Cities Communications für die damalige Rekordsumme von 3,5 Milliarden US-Dollar übernommen. Mit Übernahme der Cap Cities/ABC durch den Disney-Konzern entstand 1996 die Disney–ABC Television Group. Das „Flaggschiff“ der ABC-Fernsehsender ist WABC-TV in New York City.

## Geschichte
Den privatrechtlich organisierten Hörfunkmarkt in den Vereinigten Staaten dominierten in den 1930er-Jahren die erst Ende der 1920er entstandenen Networks. Diese versorgten landesweit über Telefonleitungen sogenannte Affiliates – unabhängige, aber assoziierte Radiosender – die zu bestimmten Zeiten das Programm des network-eigenen Radiosenders übernahmen, der als Leitsender des Networks fungierte.

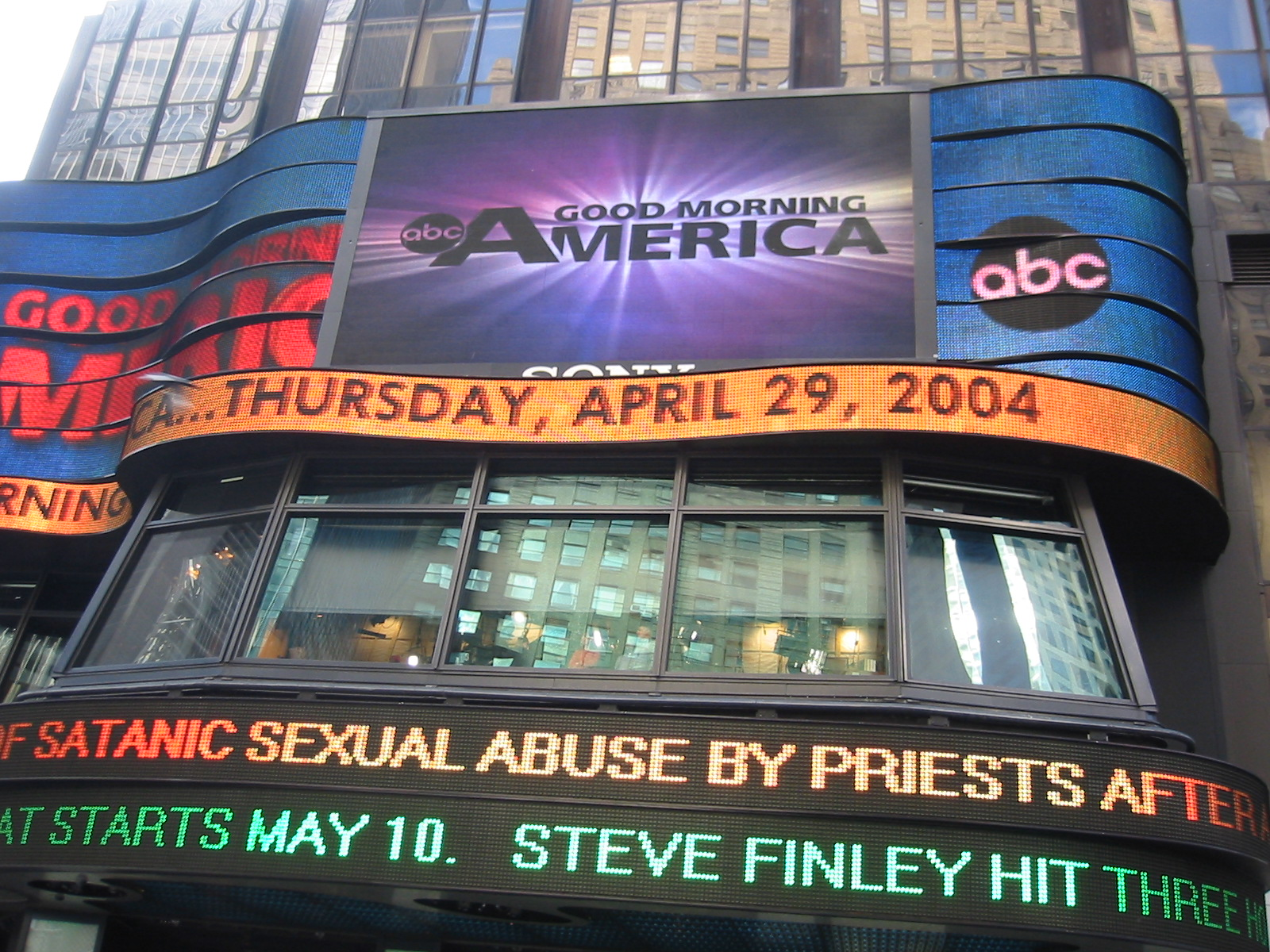
ABC am Times Square

Die Federal Communications Commission (FCC), die als zuständige Behörde diese Entwicklung kontinuierlich verfolgte, veröffentlichte 1940 den „Report on Chain Broadcasting“, der den Betrieb der Senderketten analysierte. Im Bericht wurde festgehalten, dass die vier Networks NBC Red, NBC Blue, CBS und MBS den Radiomarkt dominierten. Die FCC empfahl die beiden besonders dominanten Networks der National Broadcasting Company (NBC) voneinander zu trennen. Im Raum stand insbesondere der Vorwurf, dass die Radio Corporation of America (RCA) mit dem Betrieb des teilweise werbefreien Nachrichten- und Kulturnetworks NBC Blue, einzig eine ernsthafte Konkurrenzierung des erfolgreichen Musik- und Unterhaltungsnetworks NBC Red zu unterbinden versucht.
Da die Networks an sich allerdings gar nicht lizenzpflichtig waren, bestand für die FCC keine Regulierungsmöglichkeit. Stattdessen schlug die FCC einen indirekten Weg ein und setzte bei den Radiosendern an; die neue Regelung, dass kein Radiosender mehr eine Lizenz erhalten soll, der mit einem Network assoziiert ist, das mehr als ein Network betreibt, war überdeutlich auf NBC gemünzt. NBC zog vor Gericht und klagte gegen die illegale Regulierung durch die FCC, welche im Berufungsverfahren aber letztlich Recht erhielt.
NBC fällte daraufhin die Entscheidung, das kleinere Blue Network zu verkaufen; das Red Network war nicht nur größer und äußerst erfolgreich, sondern hatte auch ausgesprochen viele Affiliates mit leistungsstarken „clear channel“ Sendern, die aufgrund der geschützten Frequenz in weiten Teilen des Landes empfangbar waren. Die Aufteilung der Werte von NBC Red und NBC Blue nahm die Jahre 1942 und 1943 in Anspruch; der Wert von NBC Blue wurde schließlich auf rund acht Millionen US-Dollar geschätzt. Im Verkaufspaket inbegriffen waren die Mieten der Kupferkabel-Leitungen und der Produktionsstudios in New York, Washington, Chicago und Los Angeles; Verträge mit den Sprechern und etwa 60 Affiliates; die Marke „Blue“ einschließlich Goodwill; Lizenzen für die drei eigenen Radiosender NJZ in New York, KGO in San Francisco und WENR in Chicago.
Einen solventen Käufer fand die RCA schließlich mit Edward John Noble, Eigentümer der Life-Savers-Süßwaren und der Rexall Drogerie-Kette. Um die Übertragung der Senderlizenzen zu ermöglichen, musste Noble vorgängig noch seinen eigenen New Yorker Radiosender WMCA verkaufen. Darauf folgten noch unbequeme Anhörungen durch die FCC, so weigerte sich Noble anfänglich, Sendezeit an Gewerkschaften zu verkaufen. Erst als der Handel zu platzen drohte und Mark Woods – der den Verkauf für die RCA abwickelte und auch designierter Präsident des neuen Blue Networks war – Noble aufforderte seinen Standpunkt zu überdenken, knickte dieser ein; der Handel kam am 12. Oktober 1943 zustande. Aus dem NBC Blue Network wurde damit The Blue Network, das im Eigentum der von Noble eigens dafür gegründeten American Broadcasting System stand.
Bereits Mitte 1944 nannte Noble sein Network in American Broadcasting Company (ABC) um, was eine Reihe von Umbenennungen auslöste: CBS änderte das Callsign (Rufzeichen) seines New Yorker Hauptsenders von WABC-AM zu WCBS-AM. Das aufgegebene Callsign WABC übernahm ABC 1953 für seinen New Yorker Hauptsender WJZ und dessen Fernseh-Schwestersender, der das Callsign WABC-TV erhielt. Das Callsign WJZ übernahm 1959 wiederum Westinghouse für seinen neu erworbenen Fernsehsender in Baltimore.
ABC Radio wuchs langsam, da es sich faktisch eine Hörerschaft komplett neu aufbauen musste. Noble erwarb weitere Radiosender, darunter WXYZ in Detroit, welcher bereits seit 1935 ein Affiliate von NBC Blue war. WXYZ wurde zu einem ABC-Aushängeschild, über den die Sendungen beziehungsweise deren Sprecher „The Lone Ranger“, „Sergeant Preston“ und „The Green Hornet“ ihren nationalen Durchbruch schafften. Ein weiterer Kauf von Noble war KECA (heute KABC) in Los Angeles, was ABC den Zugang zu Hollywood verschaffte.
Eine Spezialität von ABC wurde die „Gegenprogrammierung“, so sendete man beispielsweise die lebhafte Quizshow Stop the Music! gegen eher bedächtige Radiosendungen auf NBC und CBS. Und im Gegensatz zu den übrigen Networks setzte man auf im Voraus aufgenommene Sendungen, anstatt auf Livesendungen; möglich machten dies Fortschritte beim Bandaufnahmeverfahren, die man als „Kriegsbeute“ in Deutschland erworben hatte, und welche die Zuhörer von Liveausstrahlungen nicht mehr unterscheiden konnten. Zahlreiche namhafte Künstler, die sich nicht zu einem festen Sendeplan verpflichten lassen wollten, unterzeichneten daher vorzugsweise einen Vertrag bei ABC, darunter auch Bing Crosby. Obwohl bei den Hörerzahlen weiterhin nur Nummer 4, hatte ABC Ende der 1940er deutlich zu den etablierten Networks aufgeschlossen.
1957 gründete ABC die Tochter ABC Films, die später verkauft und in Worldvision Enterprises umbenannt wurde.

## Sendungen
ABC sendet – wie auch NBC und CBS – hauptsächlich zur Primetime und zwar von Montag bis Samstag jeweils zwischen 20:00 Uhr und 23:00 Uhr (Eastern Time) und sonntags zwischen 19:00 Uhr und 23:00 Uhr. Zu diesen Zeiten werden jeweils von September bis Mai die Erstausstrahlungen der „eigenen“ Sendungen ausgestrahlt, während in der Sommerpause hauptsächlich nur Wiederholungen oder Reality-Sendungen gezeigt werden. Von 7:00 Uhr bis 9:00 Uhr sendet ABC ein Morgenprogramm (Good Morning America) und von 23:35 Uhr bis 0:30 eine Late Night Show (Jimmy Kimmel Live!).
Auch in Deutschland bekannte Sendungen von ABC sind: Twin Peaks, Scrubs – Die Anfänger, Auf der Flucht, Die Straßen von San Francisco, Roseanne und Roots.